# Johann Georg Rosenhain
Johann Georg Rosenhain (1816-1887) va ser un matemàtic alemany.

## Vida i Obra
Nascut en una família jueva, va estudiar a la Friedrich Schule de Königsberg i després a la universitat d'aquesta ciutat, on va ser deixeble avançat de Jacobi. Va editar els apunts de les seves classes de 1836-1837, on Jacobi demostrava la llei biquadràtica.
El 1844 va obtenir l'habilitació per ser professor de matemàtiques a la universitat de Breslau (Bratislava, actualment Wrocław, Polònia), on va donar classes fins al 1851.
El 1851 va ser nomenat professor de la universitat de Viena i el 1857 va retornar a la de Königsberg en la que va ser professor fins poca abans de la seva mort.
Rosenhain és conegut per haver resolt el problema plantejat l'any 1846 per l'Acadèmia de Ciències de Paris sobre les inverses de les funciona abelianes. En la seva memòria titulada Sur les fonctions de deux variables à quatre périodes, qui sont les inverses des intégrales ultra-elliptiques de la première classe (publicada per l'Acadèmia el 1851) demostrava, com havia suggerit Jacobi, que les funcions hiperel·líptiques poden ser expressades com coeficients de funcions theta de dues variables.
Malgrat aquests començaments tant prometedors, Rosenhain no va publicar res més en la seva vida.